# Mowbray Golf Club
De Mowbray Golf Club is een golfclub in Kaapstad, Zuid-Afrika. De club is opgericht in 1929 en heeft een 18-holes golfbaan met een par van 72.
De golfbaan werd ontworpen door de golfbaanarchitect Major Hotchkin. Recent zijn de fairways beplant met kikuyugras, een tropische grassoort, en de greens met struisgras.

## Golftoernooien
- Bell's Cup: 1991-1993
- South African Masters: 1963 & 1969
- South African Amateur Strokeplay Championship: 1970 & 1976